# Tyumenyi járás

A Tyumenyi járás a Tyumenyi területen

A Tyumenyi járás (oroszul Тюменский район) Oroszország egyik járása a Tyumenyi területen. Székhelye Tyumeny.

## Népesség
- 1989-ben 87 272 lakosa volt.
- 2002-ben 93 248 lakosa volt, melyből 72 994 orosz, 12 734 tatár, 1 682 német, 1 515 ukrán, 990 csuvas, 476 fehérorosz, 377 kazah, 268 azeri, 246 baskír, 184 mari, 153 tadzsik, 149 mordvin, 148 örmény, 146 udmurt, 123 komi, 122 moldáv, 105 üzbég stb.
- 2010-ben 107 175 lakosa volt, melyből 83 330 orosz, 14 099 tatár, 1 368 német, 1 311 ukrán, 807 csuvas, 602 kazah, 362 fehérorosz, 341 tadzsik, 321 azeri, 229 baskír, 229 üzbég, 222 örmény, 164 mari, 136 mordvin, 126 udmurt, 109 komi, 102 moldáv, 92 kirgiz stb.